# Кгалагаді
Кгалага́ді (англ. Kgalagadi) — округ в Ботсвані. Адміністративний центр — місто Чабонг.

## Географія
В центральній і західній частинах розташовані національний парк Гемсбок і природний заповідник Мабуасегубе. Кгалагаді розташоване в центрі пустелі Калахарі. Найбільші річки (розташовані на периферії — на сході і південному заході): Нособ, Моселебе, Молопо.
Сусідні області:
- Ганзі — на півночі
- Північна Капська провінція (ПАР) — на півдні
- Хардап (Намібія) — на заході
- Південний і Квененг — на сході

## Адміністративний поділ
Адміністративно округ ділиться на 2 субокруги:
- Хукунці (Hukuntsi)
- Чабонг (Tshabong)